# Dicranomyia (Zelandoglochina) unicornis
Dicranomyia (Zelandoglochina) unicornis is een tweevleugelige uit de familie steltmuggen (Limoniidae). De soort komt voor in het Australaziatisch gebied.